# Дунцова Катерина Сергіївна
Катерина Сергіївна Дунцова (рос. Екатери́на Серге́евна Дунцо́ва; нар. 24 квітня 1983, Красноярськ) — російська політична й громадська діячка, журналістка та юристка, з 2019 по 2022 рік була депутатом Ржевської міської думи Тверської області.
16 листопада 2023 року оголосила про свою кандидатуру на президентських виборах в Росії 2024. 20 грудня 2023 року подала документи на реєстрацію кандидата на пост Президента РФ.

## Життя і кар'єра
Дунцова народилася в Красноярську. У 1995 році переїхала до Ржева Тверської області, де закінчила середню школу.
Свою кар'єру Дунцова почала у 2003 році, близько року пропрацювала в Ржевській міській телекомпанії, потім багато років очолювала шкільну телестудію і власний проєкт, який робила разом з чоловіком, незалежне телебачення, компанія РІТ, яка була закрита у 2022 році. У телекомпанії вона висвітлювала проблеми муніципального рівня: ЖКГ, беззаконня чиновників і злочинність.
У 2009 році Дунцова зібрала понад 4 тисячі підписів проти скасування виборів мера Ржева, а з 2019 по 2022 рік була депутатом Ржевської міської думи.
Зараз Дунцова працює журналістом і координує роботу волонтерського пошуково-рятувального загону в Ржеві.

## Президентська кампанія 2024 року
У листопаді 2023 року вона заявила про намір балотуватися в президенти РФ як незалежний кандидат. Того ж дня оголосила про збір підписів. Своє бажання пояснила тим, що «останні десять років Росія рухається не в тому напрямку: курс спрямований не на розвиток, а на самознищення». Дунцова виступає за припинення російсько-української війни, демократичні реформи, звільнення політв'язнів, зокрема Олексія Навального, відновлення хороших відносин з країнами світу, зміну бюджетних пріоритетів і підтримку меншин, зокрема ЛГБТ.
20 листопада Дунцову викликали до прокуратури за позицію щодо війни проти України. 
20 грудня подала документи до ЦВК.
23 грудня рішенням ЦВК не була допущена на вибори. Того ж дня Дунцова звернулася до партії "Яблуко", щоб стати кандидатом від їхньої партії, проте того самого дня отримала відмову від голови партії Григорія Явлінського.
25 грудня Катерина подала позов до Верховного Суду РФ. А 27 грудня Верховний Суд підтвердив недопуск Дунцової на президентські вибори. 
11 січня 2024 року підтримала кандидатуру Бориса Надєждіна, і неодноразово в своєму телеграм каналі закликала ставити підписи в його пітримку. 

### Створення політичної партії "Світанок"
14 січня 2024 року провела перші збори партії, а 18 січня віднесла документи про створення партії до мін'юсту.

## Скандали
14 січня 2024 повертаючись зі з'їзду партії, була затримана поліцією для перевірки на наявність наркотиків у крові, після чого її відпустили.

## Особисте життя
У Дунцової троє дітей.